# Lübbecke
Lübbecke là một thị xã ở Minden-Lübbecke, bang Nordrhein-Westfalen, nước Đức. Đô thị Lübbecke có diện tích 65 km².
Lübbecke nằm ở phía bắc Wiehengebirge, cự ly khoảng 20 km về phía bắc của Herford và 20 km về phía tây của Minden.
Đô thị giáp ranh:
- Hüllhorst
- Espelkamp
- Preußisch Oldendorf
- Hille
- Petershagen

## Các khu vực dân cư
Lübbecke bao gồm 8 khu dân cư:
- Lübbecke (city center) (16,028 dân)
- Alswede (1.077 dân)
- Blasheim (1.474 dân)
- Eilhausen (780 dân)
- Gehlenbeck (3,339 dân)
- Nettelstedt (2,823 dân)
- Obermehnen (1.394 dân)
- Stockhausen (795 dân)

### Đô thị kết nghĩa
- Bayeux (Pháp) -- từ năm 1968
- Dorchester, Dorset (Anh quốc) -- từ năm 1973
- Tiszakécske, (Bács-Kiskun, Hungary) -- từ năm 1989
- Bad Liebenwerda (Brandenburg, Đức) -- từ năm 1990